# Clinotarsus penelope
Espèce
Clinotarsus penelope est une espèce d'amphibiens de la famille des Ranidae.

## Répartition
Cette espèce se rencontre :
- dans le Sud-Ouest de la Thaïlande ;
- dans le Sud de la Birmanie.

## Description

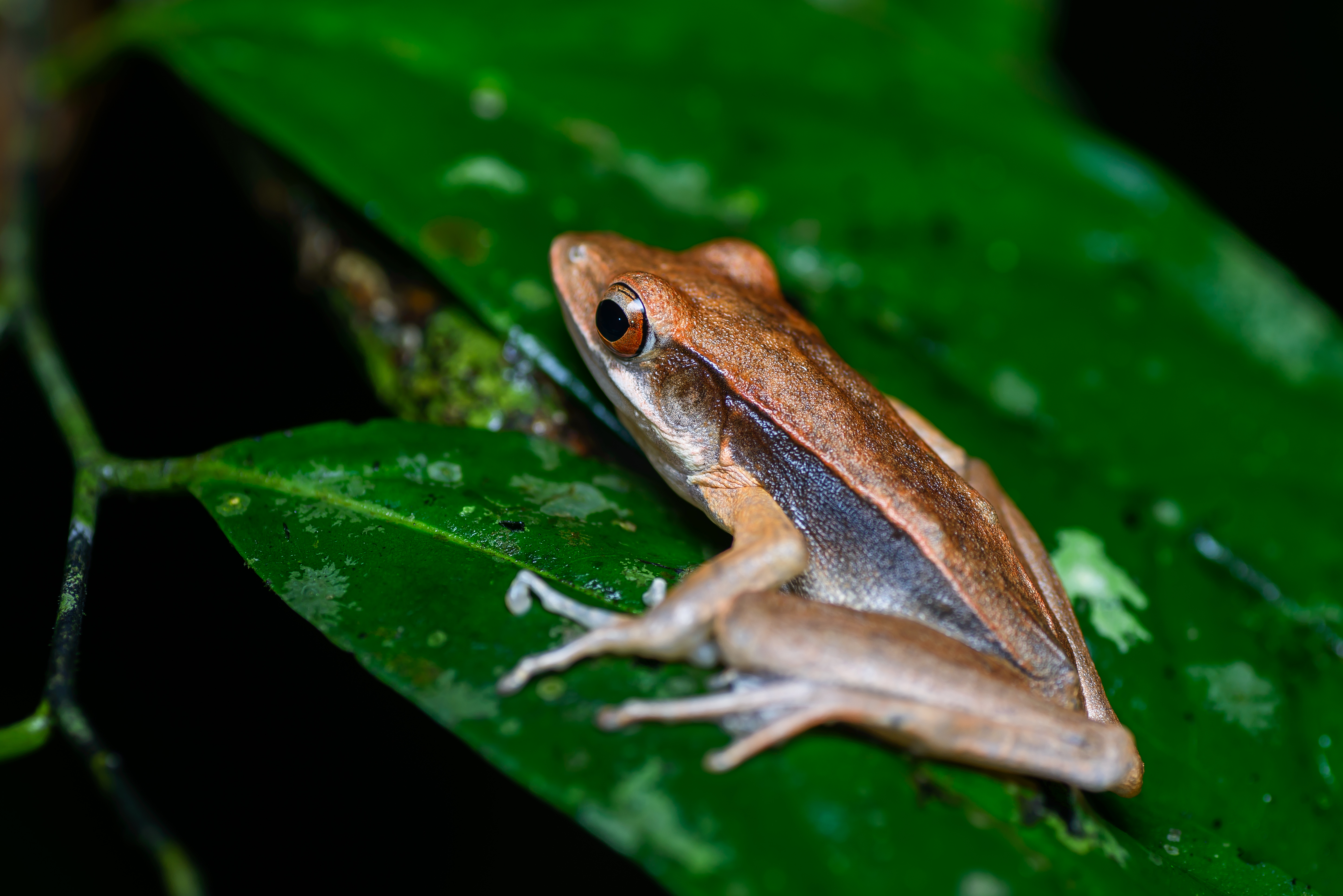
Clinotarsus penelope, parc national de Khao Sok, Thaïlande

Les mâles mesurent de 34 à 45,8 mm et les femelles de 45,3 à 45,4 mm.

## Publication originale
- Grosjean, Bordoloi, Chuaynkern, Chakravarty & Ohler, 2015 : When young are more conspicuous than adults: a new ranid species (Anura: Ranidae) revealed by its tadpole. Zootaxa no 4058(4), p. 471–498.